# Национальный стадион (Лагос)
Национальный стадион (англ. National Stadium) — многофункциональный стадион, расположенный в районе Сурулере в Лагосе, Нигерия. Включает арену олимпийского размера для проведения соревнований по плаванию, а также комплексную арену для футбола, баскетбола, волейбола, регби, настольного тенниса, лёгкой атлетики, бокса и борьбы. Являлся центральным стадионом Всеафриканских игр 1973 года, здесь проходили финальные матчи национальных сборных по футболу Кубка африканских наций 1980 года и Кубка африканских наций 2000 года, матчи отборочного турнира чемпионата мира по футболу.

## История
Национальный стадион был построен в районе Сурулере в 1972 году по решению военной администрации Якубу Говона как главная арена запланированных в городе крупных международных соревнований — Всеафриканских игр 1973 года в Лагосе. В 1980 году стадион принял финал Кубка африканских наций, при этом в финальном матче между сборными Нигерии и Алжира здесь был зарегистрирован рекорд посещаемости — 85 тысяч человек.
В 1989 году стадион принял чемпионат Африки по лёгкой атлетике, в соревнованиях приняли участие 308 легкоатлетов из 27 стран.
Изначально стадион имел вместимость 55 тысяч человек, но после проведённой в 1999 году реконструкции стал вмещать 45 тысяч. В это время здесь прошли многие матчи чемпионата мира по футболу среди молодёжных команд.
В 2000 году на стадионе вновь прошёл финал Кубка африканских наций, в решающем матче между сборными Нигерии и Камеруна трибуны снова были полностью заполнены зрителями.
Вплоть до 2004 года сборная Нигерии проводила свои матчи на поле Национального стадиона в Лагосе, но затем стадион по неизвестным причинам был заброшен и пришёл в запустение. Время от времени здесь проходили различные культурные и религиозные мероприятия, некоторое время сооружения стадиона были захвачены сквоттерами и малолетними бандами area boys. Нигерийская сборная при этом переехала на открывшийся в 2003 году новый Национальный стадион в Абудже.
В 2009 году Национальная спортивная комиссия Нигерии приняла решение вернуть стадиону статус спортивной арены мирового класса.